# Гофштеттен-бай-Брієнц
Гофштеттен-бай-Брієнц (нім. Hofstetten bei Brienz) — громада  в Швейцарії в кантоні Берн, адміністративний округ Інтерлакен-Обергаслі.

## Географія
Громада розташована на відстані близько 55 км на південний схід від Берна.
Гофштеттен-бай-Брієнц має площу 8,8 км², з яких на 4,5% дозволяється будівництво (житлове та будівництво доріг), 29,4% використовуються в сільськогосподарських цілях, 43,8% зайнято лісами, 22,3% не є продуктивними (річки, льодовики або гори).

## Демографія
2019 року в громаді мешкало 527 осіб (-7,4% порівняно з 2010 роком), іноземців було 6,6%. Густота населення становила 60 осіб/км².
За віковим діапазоном населення розподілялося таким чином: 14,4% — особи молодші 20 років, 59,6% — особи у віці 20—64 років, 26% — особи у віці 65 років та старші. Було 234 помешкань (у середньому 2,2 особи в помешканні).
Із загальної кількості 292 працюючих 18 було зайнятих в первинному секторі, 123 — в обробній промисловості, 151 — в галузі послуг.